# Luisa Dorotea di Sassonia-Meiningen
Luisa Dorotea di Sassonia-Meiningen (Coburgo, 10 agosto 1710 – Gotha, 22 ottobre 1767) era una duchessa di Sassonia-Meiningen e duchessa consorte di Sassonia-Gotha-Altenburg.

## Biografia
Era figlia del duca Ernesto Luigi I di Sassonia-Meiningen, e della sua prima moglie, la principessa Dorotea Maria di Sassonia-Gotha-Altenburg, zia del futuro marito di Luisa.

### Matrimonio

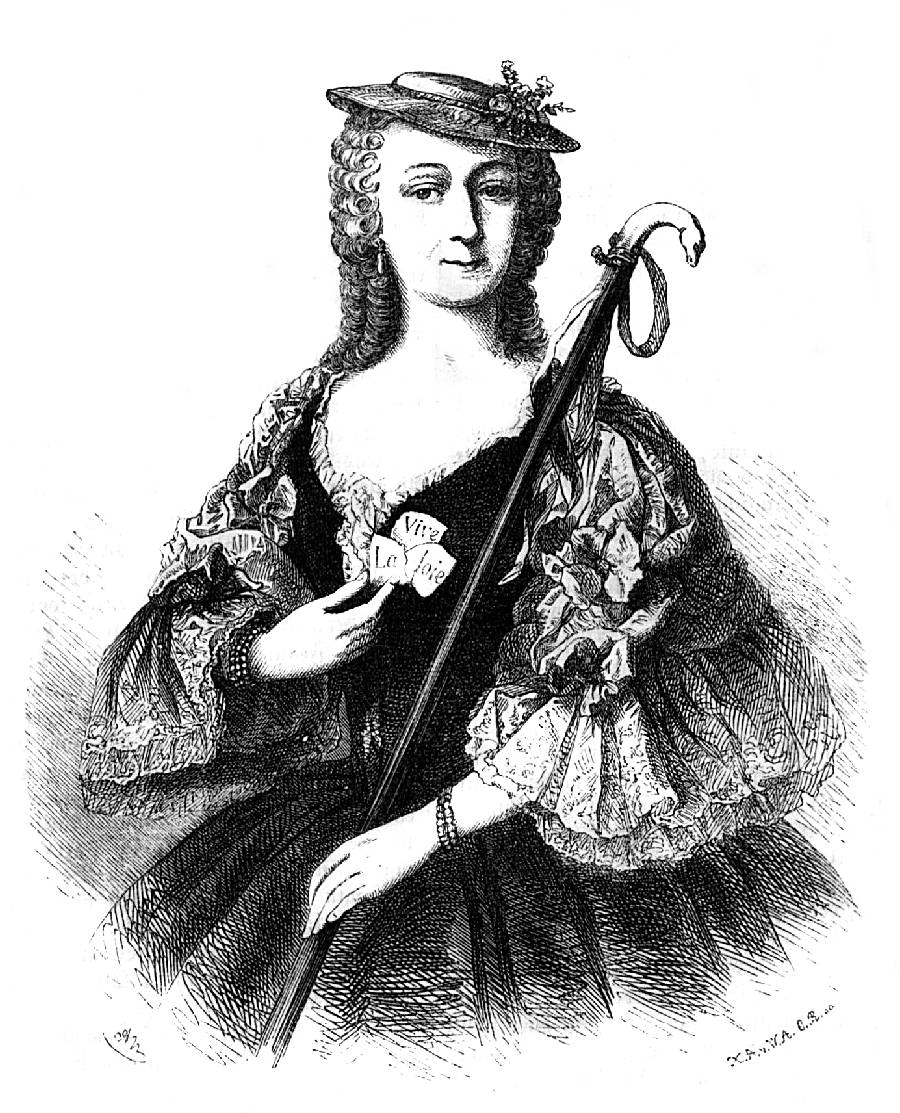
Litografia della duchessa.

Nel 1729 sposò a Gotha suo cugino, il principe Federico, dal 1732 duca Federico III di Sassonia-Gotha-Altenburg.
La duchessa esercitò grande influenza sulla politica del marito, prendendo regolarmente parte alle sedute del consiglio privato, l'organo di governo del ducato; donna di grande cultura, promosse la corte quale centro culturale della Turingia e fu una convinta sostenitrice dell'Illuminismo, mantenendo rapporti epistolari con Voltaire, Denis Diderot e Jean-Jacques Rousseau.
Voltaire accolse il suo invito a recarsi a Gotha, soggiornandovi dal 15 aprile al 25 maggio del 1753, descrivendo in seguito in modo esuberante la sua ospitalità e la sua corte: "Nel castello di Gotha gli uomini coltivano nella pace la virtù", "Ai miei occhi non vi è nulla di più bello della sua corte...non l'avrei mai dovuta abbandonare", "Sono stato nel Tempio delle Grazie, della Ragione, dell'Intelletto, della Beneficenza e della Pace". Il filosofo definì poi la duchessa "la migliore principessa della terra" ed "una Minerva tedesca".
Luisa Dorotea fu anche in rapporti epistolari con Federico II di Prussia, che le rese visita il 3 ed il 4 dicembre 1762, soggiornando nello Schloss Friedenstein di Gotha.
La duchessa eresse un monumento confacente ai suoi gusti francofili, con la sistemazione dell'Orangerie di Gotha, seguendo il modello francese. Nel 1747, i duchi incaricarono l'architetto di Weimar Gottfried Heinrich Krohne dello sviluppo del progetto e della costruzione dell'Orangerie. Tuttavia, a causa dei lunghi tempi di costruzione (condizionati ad esempio dai ritardi verificatisi durante la Guerra dei sette anni), la duchessa non riuscì a vivere abbastanza per vedere il completamento del giardino.
Secondo il suo desiderio, venne sepolta nella Gothaer Stadtkirche St. Margarethen vicino al Nuovo Mercato. Un monumento sepolcrale, da lei voluto, di cui avrebbe dovuto occuparsi dapprima lo scultore francese Jean-Antoine Houdon, ed in seguito lo scultore di corte Friedrich Wilhelm Eugen Döll, non fu mai realizzato. La lastra della sua tomba scomparve in seguito e oggi non è più conosciuto il luogo esatto dove era collocata la sepoltura nella chiesa.
Gli oltre 3500 tomi, della sua biblioteca privata sono conservati nella Forschungsbibliothek di Gotha.
Da lei prese il nome Luisenthal, un centro situato 20 km a sud di Gotha nel quale il duca suo marito aveva acquistato una fucina nel 1753.
La figura della duchessa è stata ricordata in diverse manifestazioni della città di Gotha: nel secondo "Festival barocco" della città, nel 2002, era stato proiettato il film storico Vive la joie!, di cui Luisa Dorotea era uno dei personaggi principali, mentre nell'edizione del 2009, tenutosi nell'ex residenza ducale di Gotha, degli attori hanno interpretato Federico II e Luisa Dorotea, ricreando la corte dell'epoca, con parate, udienze, un'uscita nella città e una passeggiata nell'Orangerie; nell'agosto del 2010 la città, in occasione del trecentesimo anniversario della sua nascita, le ha dedicato una mostra nella zona storica della ex residenza.

## Discendenza
Luisa Dorotea e Federico ebbero sei figli:
- Federico Luigi (1735-1756);
- Luigi (nato e morto nel 1735);
- Federica Luisa (1741-1776);
- Ernesto II (1745-1804);
- Sofia (nata e morta nel 1746);
- Augusto (1747-1806).

## Ascendenza
|                                                  |                                                     |                                                          | Genitori                                                 |  |  | Nonni |  |  | Bisnonni                                     |  |  | Trisnonni                                         |  |
|                                                  |                                                     |                                                          |                                                          |  |  |       |  |  | 8. Ernst I, duca di Sassonia-Gotha-Altenburg |  |  | 16. Johann III, duca di Sassonia-Weimar-Altenburg |  |
|                                                  |                                                     |                                                          |                                                          |  |  |       |  |  | 8. Ernst I, duca di Sassonia-Gotha-Altenburg |  |  | 16. Johann III, duca di Sassonia-Weimar-Altenburg |  |
|                                                  |                                                     | 17. Dorothea Maria von Anhalt                            |                                                          |  |  |       |  |  | 8. Ernst I, duca di Sassonia-Gotha-Altenburg |  |  |                                                   |  |
| 4. Bernhard I, duca di Sassonia-Meiningen        |                                                     |                                                          |                                                          |  |  |       |  |  | 8. Ernst I, duca di Sassonia-Gotha-Altenburg |  |  |                                                   |  |
|                                                  |                                                     | 9. Elisabeth Sophia von Sachsen-Altenburg                | 18. Johann Philipp, duca di Sassonia-Altenburg           |  |  |       |  |  |                                              |  |  |                                                   |  |
|                                                  |                                                     | 9. Elisabeth Sophia von Sachsen-Altenburg                | 18. Johann Philipp, duca di Sassonia-Altenburg           |  |  |       |  |  |                                              |  |  |                                                   |  |
|                                                  |                                                     | 9. Elisabeth Sophia von Sachsen-Altenburg                | 19. Elisabeth von Braunschweig-Lüneburg                  |  |  |       |  |  |                                              |  |  |                                                   |  |
| 2. Ernst Ludwig I, duca di Sassonia-Meiningen    |                                                     | 9. Elisabeth Sophia von Sachsen-Altenburg                |                                                          |  |  |       |  |  |                                              |  |  |                                                   |  |
|                                                  |                                                     | 10. Georg II, langravio d'Assia-Darmstadt                | 20. Ludwig V, langravio d'Assia-Darmstadt                |  |  |       |  |  |                                              |  |  |                                                   |  |
|                                                  |                                                     | 10. Georg II, langravio d'Assia-Darmstadt                | 20. Ludwig V, langravio d'Assia-Darmstadt                |  |  |       |  |  |                                              |  |  |                                                   |  |
|                                                  |                                                     | 10. Georg II, langravio d'Assia-Darmstadt                | 21. Magdalena von Brandenburg                            |  |  |       |  |  |                                              |  |  |                                                   |  |
| 5. Marie Hedwig von Hessen-Darmstadt             |                                                     | 10. Georg II, langravio d'Assia-Darmstadt                |                                                          |  |  |       |  |  |                                              |  |  |                                                   |  |
|                                                  |                                                     | 11. Sophie Eleonore von Sachsen                          | 22. Johann Georg I, principe elettore di Sassonia        |  |  |       |  |  |                                              |  |  |                                                   |  |
|                                                  |                                                     | 11. Sophie Eleonore von Sachsen                          | 22. Johann Georg I, principe elettore di Sassonia        |  |  |       |  |  |                                              |  |  |                                                   |  |
|                                                  |                                                     | 11. Sophie Eleonore von Sachsen                          | 23. Magdalena Sibylle von Preußen                        |  |  |       |  |  |                                              |  |  |                                                   |  |
| 1. Luise Dorothea von Sachsen-Meiningen          |                                                     | 11. Sophie Eleonore von Sachsen                          |                                                          |  |  |       |  |  |                                              |  |  |                                                   |  |
|                                                  | 12. Ernst I, duca di Sassonia-Gotha-Altenburg (= 8) | 24. Johann III, duca di Sassonia-Weimar-Altenburg (= 16) |                                                          |  |  |       |  |  |                                              |  |  |                                                   |  |
|                                                  | 12. Ernst I, duca di Sassonia-Gotha-Altenburg (= 8) | 24. Johann III, duca di Sassonia-Weimar-Altenburg (= 16) |                                                          |  |  |       |  |  |                                              |  |  |                                                   |  |
|                                                  | 12. Ernst I, duca di Sassonia-Gotha-Altenburg (= 8) | 25. Dorothea Maria von Anhalt (= 17)                     |                                                          |  |  |       |  |  |                                              |  |  |                                                   |  |
| 6. Friedrich I, duca di Sassonia-Gotha-Altenburg | 12. Ernst I, duca di Sassonia-Gotha-Altenburg (= 8) |                                                          |                                                          |  |  |       |  |  |                                              |  |  |                                                   |  |
|                                                  |                                                     | 13. Elisabeth Sophia von Sachsen-Altenburg (= 9)         | 26. Johann Philipp, duca di Sassonia-Altenburg (= 18)    |  |  |       |  |  |                                              |  |  |                                                   |  |
|                                                  |                                                     | 13. Elisabeth Sophia von Sachsen-Altenburg (= 9)         | 26. Johann Philipp, duca di Sassonia-Altenburg (= 18)    |  |  |       |  |  |                                              |  |  |                                                   |  |
|                                                  |                                                     | 13. Elisabeth Sophia von Sachsen-Altenburg (= 9)         | 27. Elisabeth von Braunschweig-Lüneburg (= 19)           |  |  |       |  |  |                                              |  |  |                                                   |  |
| 3. Dorothea Maria von Sachsen-Gotha-Altenburg    |                                                     | 13. Elisabeth Sophia von Sachsen-Altenburg (= 9)         |                                                          |  |  |       |  |  |                                              |  |  |                                                   |  |
|                                                  |                                                     | 14. August, duca di Sassonia-Weissenfels                 | 28. Johann Georg I, principe elettore di Sassonia (= 22) |  |  |       |  |  |                                              |  |  |                                                   |  |
|                                                  |                                                     | 14. August, duca di Sassonia-Weissenfels                 | 28. Johann Georg I, principe elettore di Sassonia (= 22) |  |  |       |  |  |                                              |  |  |                                                   |  |
|                                                  |                                                     | 14. August, duca di Sassonia-Weissenfels                 | 29. Magdalena Sibylle von Preußen (= 23)                 |  |  |       |  |  |                                              |  |  |                                                   |  |
| 7. Magdalena Sibylla von Sachsen-Weißenfels      |                                                     | 14. August, duca di Sassonia-Weissenfels                 |                                                          |  |  |       |  |  |                                              |  |  |                                                   |  |
|                                                  |                                                     | 15. Anna Maria von Mecklenburg-Schwerin                  | 30. Adolf Friedrich I, principe di Ratzeburg             |  |  |       |  |  |                                              |  |  |                                                   |  |
|                                                  |                                                     | 15. Anna Maria von Mecklenburg-Schwerin                  | 30. Adolf Friedrich I, principe di Ratzeburg             |  |  |       |  |  |                                              |  |  |                                                   |  |
|                                                  |                                                     | 15. Anna Maria von Mecklenburg-Schwerin                  | 31. Anna Maria von Ostfriesland                          |  |  |       |  |  |                                              |  |  |                                                   |  |
|                                                  |                                                     | 15. Anna Maria von Mecklenburg-Schwerin                  |                                                          |  |  |       |  |  |                                              |  |  |                                                   |  |